# Martha Ehlin
Martha Elisabeth Ehlin, född 29 augusti 1977 i Själevads församling, Västernorrlands län, död 19 mars 2016, var en svensk lärare och grundare av organisationen MOD – Mer organdonation.
Efter att vid 30 års ålder ha drabbats av cancer räddades hon till livet genom en organtransplantation då hon fick fem nya organ. Martha Ehlin grundade tillsammans med Peter Carstedt organisationen MOD – Mer organdonation. I World Transplant Games – ett världsmästerskap för transplanterade – vann hon fem guldmedaljer i Göteborg 2011.
Hon var värd (lyssnarnas sommarvärd) för Sommar i P1 17 juli 2013 och utsågs till Årets kämpe vid Svenska hjältar-galan i TV4 den 20 december samma år.